# Ficus guatiquiae
Ficus guatiquiae är en mullbärsväxtart som beskrevs av Armando Dugand. Ficus guatiquiae ingår i släktet fikonsläktet, och familjen mullbärsväxter. Inga underarter finns listade i Catalogue of Life.